# Musholm
Musholm är en obebodd ö i Danmark.   Den ligger i Region Själland, i den sydöstra delen av landet. Musholm var bebodd till på 1940-talet.
Öns högsta punkt är 3 meter över havet. Den är täckt av gräs.